# La Punta de los Remedios
La Punta de los Remedios es un centro poblado del municipio de Dibulla, perteneciente al departamento de La Guajira en la República de Colombia.

## Toponimia
El nombre de La Punta de Los Remedios porque está situada en una franja geográfica llamada lengua de tierra (Pedazo de tierra largo y estrecho que entra en el mar, en un río) el cual se puede divisar desde la cabecera de playa, desde el nororiente o desde el noreste, añadiendo que allí existen diversas plantas medicinales.

## Contexto geográfico
Está ubicado sobre la costa del Mar Caribe, a nueve kilómetros de la Transversal del Caribe en el punto conocido como "Campana Nuevo". Dista 4 km de la cabecera municipal de Dibulla y a 56 kilómetros de Riohacha.  Su territorio es plano, limita al norte con el Mar Caribe, al oriente con el centro poblado Las Flores, al sur con el centro poblado Campana y al oeste con la cabecera municipal.

## Historia
Fue fundada por Furgencio Redondo. Fue corregimiento del municipio de Riohacha hasta el 5 de diciembre de 1995, cuando a través de la ordenanza n.º 030 de la asamblea departamental de la Guajira se constituye el Municipio de Dibulla, pasando a formar parte de este.

## Clima
La totalidad del territorio pertenece al clima térmico cálido, con temperaturas más altas entre junio y agosto.

## Economía
La mayor parte de la población se dedica a la pesca (Especialmente camarones y otros mariscos) y a la agricultura

## Instituciones educativas
El centro poblado cuenta con una institución educativa de la modalidad académica, la Institución Educativa Rural Miguel Pinedo Barros, la cual tiene una sede principal que cuenta con preescolar, primaria y Bachillerato; además con la sede El Limonal que cuenta solo con primaria.